# Тоцкое Второе
То́цкое Второе — село в Тоцком районе Оренбургской области России. Административный центр Зареченского сельсовета. Является закрытым объектом.

## География
Село расположено на правом берегу реки Самара в 180 км северо-западнее Оренбурга и в пяти километрах к северо-востоку от районного центра — села Тоцкое.

## Население
| 2002    | 2010    | 2012    | 2013    | 2014    | 2015    | 2016    | 2017    | 2018    |
| ------- | ------- | ------- | ------- | ------- | ------- | ------- | ------- | ------- |
| 17 521  | ↘13 197 | ↘12 871 | ↗13 193 | ↘13 182 | ↘13 080 | ↗13 418 | ↗13 840 | ↗14 188 |
| 2019    | 2020    | 2021    |         |         |         |         |         |         |
| ↗14 362 | ↗14 412 | ↘12 825 |         |         |         |         |         |         |

Проживают русские, татары, казахи, башкиры.

## История
История населённого пункта берет начало с 1904 года, когда был создан Тоцкий военный полигон. Здесь обучались военному делу пехотные, артиллерийские и кавалерийские части Русской армии.
В 1914—1918 годы Тоцкий гарнизон являлся основным центром подготовки маршевых полков Казанского военного округа. С 1915 по 1919 годы на территории полигона находился лагерь для 130 тысяч военнопленных австрийцев, чехов, немцев. 16 000 из них умерли и покоятся на кладбище полигона.
Во время Гражданской войны в 1918—1919 годах здесь содержались пленные красноармейцы, которых атаман Дутов отправлял поездами в Сибирь. Затем в Тоцком лагере формировал свою дивизию Василий Иванович Чапаев.
В 1920—1930 годы по неофициальной договоренности СССР и Германия совместно испытывали здесь газовое оружие.
В 1941—1945 годах на Тоцком полигоне проходили подготовку советские солдаты перед отправкой на фронт Великой Отечественной войны. Здесь был сформирован 135 Тоцкий гаубичный артиллерийский полк, в 1941 году генерал Л. М. Доватор сформировал кавалерийскую дивизию отправленную на Западный фронт, также формировался 41-й кавалерийский полк.
В 1941—1942 годах на базе полигона формировались 6-я и 7-я дивизии Польской армии генерала Андерса. В августе 1942 года из-за разногласий с правительством Советского Союза они были выведены с территории СССР в Иран.
14 сентября 1954 года на территории полигона под руководством Г. К. Жукова проводились широкомасштабные войсковые тактические учения с применением ядерного оружия.
С 1991 года Тоцкий гарнизон — место постоянной дислокации 27 гвардейской мотострелковой Омско-Новобугской Краснознамённой орденов Кутузова и Богдана Хмельницкого II степени дивизии, выведенной сюда с территории Германии.

## Религия
Православные храмы
- Церковь Георгия Победоносца